# ディロン・フィリップス
ディロン・フィリップス（1995年6月11日 - ）はイングランドのサッカー選手。ポジションはGK。ロザラム・ユナイテッドFC所属。

## 経歴
8歳でチャールトン・アスレティックFCのアカデミーと契約する。2013年の夏に17歳でトップチームに昇格、同時にホワイトホークFCに期限付き移籍した。2015年7月にはチェルトナム・タウンFCに期限付き移籍した。2016年5月にはチャールトンと新たに2年契約を結んだ。
2020年10月16日、カーディフ・シティFCに移籍した。2022年7月27日、KVオーステンデに期限付き移籍した。
2023年7月4日、ロザラム・ユナイテッドFCに移籍した。